# Axé
Axé is een Braziliaanse muziekstijl en dans, die begin jaren 90 is ontstaan in Bahia, een staat in het noordoosten van Brazilië. Axé is een mix van Afro-Braziliaanse ritmes met samba-reggae, pop, merengue, reggae, samba en forró. Axé is immens populair onder de Braziliaanse jeugd.
Tot 2003 was de stijl alleen populair in het noordoosten maar de laatste paar jaar is het in heel Brazilië populair en dan met name onder de jeugd. Axé wordt veel gedraaid met carnaval en andere feesten, maar ook in de rest van het jaar. Het swingende ritme, de combinatie van instrumenten en de diversiteit van teksten maken de stijl tot vrolijke, temperamentvolle feestmuziek.
Buiten Brazilië is axé tot nu toe weinig populair geworden, alhoewel de meeste Zuid-Amerikanen (met name Chilenen, Argentijnen, Colombianen en Peruanen) de stijl inmiddels wel kennen. De beroemdste bands die axé maken zijn: Ivete Sangalo, Daniela Mercury, Axé Bahia, Axé Blond, Terra Samba, Oz Bambaz, Netinho, Chiclete com Banana, Olodum, Babado Novo en Thimbahia.
Olodum werd pas echt beroemd toen Michael Jackson een clip opnam waarbij de band te zien was.
Axé Bahia is de enige band die ook internationaal is doorgebroken. Axé Bahia is buiten Brazilië beroemd in Chili, Peru en Argentinië. De grootste internationale hit van Axé Bahia is Beso en la Boca.
Axé wordt vrijwel altijd in het Portugees gemaakt. Veruit de meeste beroemde bands komen uit Bahia. Axé Blond daarentegen komt uit São Paulo. In Nederland is de stijl ook populairder aan het worden, voornamelijk door Ivete Sangalo. Ivete Sangalo gaf op 28 juni 2006 een uitverkocht concert in de Heineken Music Hall.
Het woord "axé" komt uit de Afro-Braziliaanse religie condomblé. Axé is de heilige kracht waarover elke orixá (godheid) beschikt. Axé is ook een groet en betekent dan "het ga je goed".